# Erich Brabec
Erich Brabec (24 de fevereiro de 1977) é um futebolista profissional tcheco que atua como defensor.

## Carreira
Erich Brabec representou a Seleção Checa de Futebol, nas Olimpíadas de 2000. 